# Maniyat
Maniyat es una ciudad censal situada en el distrito de Kasaragod en el estado de Kerala (India). Su población es de 4683 habitantes (2011).

## Demografía
Según el censo de 2011 la población de Maniyat era de 4683 habitantes, de los cuales 2174 eran hombres y 2509 eran mujeres. Maniyat tiene una tasa media de alfabetización del 92,64%, inferior  a la media estatal del 94%: la alfabetización masculina es del 95,70%, y la alfabetización femenina del 90,05%.